# Aricidea philbinae
Aricidea philbinae är en ringmaskart som beskrevs av Brown 1976. Aricidea philbinae ingår i släktet Aricidea och familjen Paraonidae. Arten har ej påträffats i Sverige. Inga underarter finns listade i Catalogue of Life.